# Shola Ama
Shola Ama (née Shola Ama Mathurin-Campbell, le 18 mars 1979, à Paddington, Londres) est une chanteuse anglaise de R'n'B.

## Biographie et carrière

### Les débuts
Shola a suivi sa scolarité à Quintin Kynaston School au début des années 1990. Âgée de 15 ans, alors qu'elle pousse la chansonnette dans une station de métro, elle est remarquée par Kwame Kwaten, un producteur de la maison de disques FreakStreet. En 1995 le single "Celebrate", une ballade soul produite par D'Influence, paraît sous un label indépendant.
D'un succès commercial limité, le titre a le mérite d'attirer l'attention sur les qualités d'interprète de Shola.

### 1995-1997:Much Loveet popularité immédiate
À l'age de 16 ans, elle signe chez Warner Music Group (WMG). Son premier titre, You're the one I love, n'a pas le succès escompté.
Il faut attendre son deuxième titre, le tube You Might Need Somebody, une reprise de Turley Richards, pour installer Shola Ama en tête du Top 40 pendant plus de 2 mois. Le single se vend alors à plus de 350 000 exemplaires, devenant ainsi l'un des plus grands titres de l'année 1997.[réf. nécessaire]
Elle apparaît dès lors en Guest-star dans les concerts des grands artistes du moment (Fugees, 3T, Jamiroquai) dans toute l'Angleterre.
Much Love est vendu à plus de 1 million d'exemplaires au Royaume-Uni et y détient jusqu'à ce jour le record de vente pour un album de R'n'B.
Cette ascension fulgurante est couronnée par la nomination à 2 Brit Awards et le gain du Brit Awards de la meilleure artiste féminine de l'année ainsi que deux récompenses MOBO : celui de révélation de l'année et de meilleure voix féminine.
Son succès la pousse à réaliser un second album In Return en 1999.

### 1999-2000:In returnet fin du contrat avecWarner Music Group
Bien que Much Love l'ait rendue célèbre, Shola n'était pas complètement satisfaite de cet opus.
En 1999, Shola réalise son second album In Return. Les meilleurs producteurs du moment sont de la partie : Fred Jerkins III, Stargate, Shaun Labelle, Full Crew, D-Influence Productions et Ali Shaheed Muhammad (un ancien de A Tribe Called Quest). Parmi les paroliers on retrouve Angie Stone, Babyface et David Foster.
Malgré un énorme apport de capitaux par la maison de disques pour In return, l'album n'atteint pas le succès de Much Love. L'album eut davantage de succès dans le reste de l'Europe et plus particulièrement en France, où le single Still Believe reste 4 mois dans les charts. S'ensuit une tournée de promotion de l'album dans toute l'Europe. In Return se vend mal, sans compter le manque de confiance en soi de Shola qui la plonge dans la dépression, l'alcool et la drogue,,. En 2000, WEA rompt son contrat avec l'artiste, qui se retire alors de la scène médiatique.

### 2000-2004: Après WEA
En 2003, Shola revient afin d'enregistrer un troisième album, Supersonic.
Craignant ses propres limitations créatives, elle hésite à signer avec une grande maison de disques, et choisit de s'associer avec Pony Canyon. Elle participe à l'écriture de tous les titres de l'album. Musicalement l'album est beaucoup plus proche de sa personnalité : genre de fusion de R'n'B et de soul agrémenté de Hip-hop et 2-Step.
Supersonic sort d'abord au Japon où il se vend à une quantité à peine respectable. L'album sort également en édition limitée au Royaume-Uni et d'autres pays d'Europe.
En 2004, sort le single You Should Really Know en réponse au I Don't Wanna Know de Mario Winans.

## Et demain...
Fin 2005, la rumeur parlait d'un quatrième album en production. L'album était attendu pour 2007, mais jusqu'à présent aucune nouvelle n'a transpiré quant à une éventuelle date de sortie.
Actuellement Shola Ama s'investit dans la carrière de sa petite sœur Sadie Ama.
En 2012, le groupe Doleboy Millionaire sort le single "Good Life" où elle figure en duo avec le rappeur Fem Fel.

## Discographie

### Singles
- 1995 : Celebrate
- 1996 : You're the one I love
- 1997 : You might need Somebody - Who's loving my baby
- 1998 : Much love - Someday I'll Find You (avec participation de Craig Armstrong)
- 1999 : Taboo (Glamma Kid avec participation de Shola Ama) - Still believe
- 2000 : Imagine
- 2002 : This I Promise You - Symphony (avec participation de Moïse)
- 2004 : You Should Really Know (The Pirates feat. Enya, Shola Ama, Naila Boss & Ishani)
- 2012 : Good Life (Doleboy Millionaire feat. Shola Ama, Fem Fel)

### Albums

#### Much Love
(1997) 4 fois disque de Platine
- 1. "You're The One I Love"
- 2. "Much Love"
- 3. "You Might Need Somebody"
- 4. "Who's Loving My Baby"
- 5. "Celebrate"
- 6. "I Love Your Ways"
- 7. "We Got A Vibe"
- 8. "Summer Love"
- 9. "I Don't Know (Interlude)"
- 10. "I Can Show You"
- 11. "All Mine"
- 12. "One Love"

#### In Return
(1999) Disque d'argent 
- 1. "Still Believe"
- 2. "Imagine"
- 3. "Deepest Hurt"
- 4. "Lovely Affair"
- 5. "Run To Me"
- 6. "My Heart"
- 7. "Everything"
- 8. "Can't Have You"
- 9. "This Time Next Year"
- 10. "Surrender"
- 11. "That Thing"
- 12. "In Return"
- 13. "He Don't Know"
- 14. "Queen For A Day"
- 15. "Superficial Fantasy"
- 16. "Can't Go On"
- 17. "Keepin' It Real"
- 18. "Still Believe" (Stargate Mix)

#### Supersonic
(2002) Disque d'or (au Japon seulement)
- 1. "Emancipation (I'm Back)"
- 2. "My Future"
- 3. "Sym4ony" feat Moiz
- 4. "U and Me
- 5. "This I Promise U"
- 6. "Here on Earth"
- 7. "Electro High (Supersonic)"
- 8. "My Name Is.....(break)"
- 9. "Blood from a Stone"
- 10. "B 2Getha"
- 11. "Like 2 Watch" (bonus track)
- 12. "Granny's Yard" (bonus track)
- 13. "This I Promise U" (Phatboy Remix) (hidden track)